# Kofi Kingston
Pour les articles homonymes, voir Sarkodie, Mensah et Kingston.
Kofi Sarkodie-Mensah (né le 14 août 1981 à Kumasi) est un catcheur américano-ghanéen. Il travaille actuellement à la World Wrestling Entertainment, dans la division Raw, sous le nom de Kofi Kingston.
Mensah commence sa carrière dans des petites fédération de Nouvelle-Angleterre avant de signer un contrat avec la World Wrestling Entertainment en 2006. Il rejoint l'Ohio Valley Wrestling pour perfectionner son apprentissage. Il fait ses débuts télévisés en 2008. Bien qu'il soit d'origine ghanéenne, Mensah a longtemps été présenté comme jamaïcain, pour des raisons exclusivement commerciales. Kingston est également connu pour ses multiples règnes de Champion Intercontinental de la WWE, avec quatre règnes à son actif.
Il a également été trois fois Champion des États-Unis de la WWE, six fois Champion par équipes de la WWE avec Evan Bourne, avec R-Truth puis deux fois avec Big E et Xavier Woods, une fois Champion du Monde par équipes de la WWE avec CM Punk et sept fois WWE SmackDown Tag Team Champion avec Big E et Xavier Woods. Il est également devenu Champion de la WWE pour la première fois de sa carrière en battant Daniel Bryan lors de WrestleMania 35, ce qui fait de lui, le premier catcheur africain de l'histoire à remporter ce titre.

## Jeunesse
Kofi Sarkodie-Mensah a un frère et une sœur qui se nomment Kwame et Nana Akua et son père est bibliothécaire au Boston College,. Il fait de la lutte au lycée à Winchester (Massachusetts) puis au Boston College. Après l'université, il travaille comme publicitaire à Framingham.

## Carrière

### Débuts en Nouvelle-Angleterre (2006)
Kofi Sarkodie-Mensah s'entraîne à l'école de catch de Killer Kowalski en 2005. Il commence sa carrière en 2006 à la Chaotic Wrestling, une fédération de Nouvelle-Angleterre et lutte sous le nom de Kofi Nahaje Kingston.

### World Wrestling Entertainment(2006-…)

#### Passage dans les clubs-écoles (2006-2008)
En septembre 2006, Kofi Sarkodie-Mensah signe un contrat avec World Wrestling Entertainment (WWE). WWE l'envoie continuer son apprentissage en Géorgie à la Deep South Wrestling puis à l'Ohio Valley Wrestling et enfin à la Florida Championship Wrestling jusqu'en 2008 tout en faisant ponctuellement des combats non diffusés avant les enregistrements des émissions de la WWE.

#### Arrivée à l'ECWet premier règnes de champion intercontinental et de champion par équipes (2008-2009)

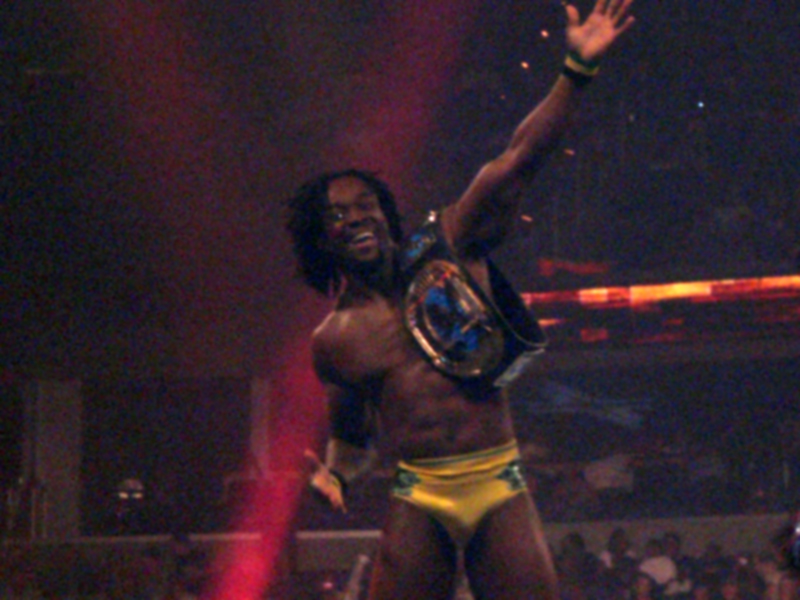
Kingston en tant que champion intercontinental en 2008.

Le 22 janvier 2008 durant ECW on Sci Fi, Kofi Kingston fait ses débuts télévisé à la WWE et bat David Owen. Il reste invaincu pendant plusieurs semaines. Il commence une rivalité avec Shelton Benjamin qui met fin à sa série de victoires le 20 mai.
Il quitte ECW on Sci Fi pour aller à RAW après la draft supplémentaire de 2008 le 25 juin. Quatre jours plus tard à Night of Champions, il est l'adversaire mystère de Chris Jericho et parvient à le vaincre pour remporter son premier championnat intercontinental de la WWE.
Au SummerSlam, il perd son titre au profit de Santino Marella dans un Mixed Match (Winner takes all) dans lequel il faisait équipe avec Mickie James, laquelle a également perdu son titre féminin au profit de la partenaire de Marella, Beth Phoenix.
Lors du RAW du 27 octobre, il remporte le WWE World Tag Team Championship avec CM Punk contre Cody Rhodes et Ted DiBiase. Lors des Survivor Series, il est dans la Team Batista qui perd face à la Team Orton. Dans un Gala à Hamilton au Canada, il perd son titre de champion du monde par équipe contre John Morrison et The Miz.
Le 26 janvier 2009 à RAW, il bat Kane et se qualifie pour le Elimination Chamber Match pour le World Heavyweight Championship à No Way Out, mais lors de l'évènement il est agressé par Edge avant d'entrer sur le ring, ce dernier prend sa place et gagnera le titre.
À WrestleMania 25, il participe au Money in the Bank Ladder Match qui est remporté par CM Punk.

#### Champion des États-Unis (2009-2010)
Le 25 mai à RAW, il devient challenger au WWE United States Championship en battant Matt Hardy et William Regal. Lors du RAW du 1er juin, il bat MVP et remporte le titre.
Il parvient par la suite à conservé son titre contre MVP, Matt Hardy et William Regal à Extreme Rules dans un Fatal-Four-Way Match, puis lors de Night of Champions face à MVP, Primo, Jack Swagger, Carlito et The Miz, à Breaking Point face au Miz et enfin à Hell in a Cell face au Miz et Jack Swagger. Il perd finalement le titre le lendemain contre The Miz à RAW.
Lors de Bragging Rights, son équipe perd face à celle de SmackDown après une trahison du Big Show qui lui porte un Chokeslam.
Il entame ensuite une rivalité avec Randy Orton, où aux Survivor Series son équipe défait celle d'Orton. Il reste le seul membre contre CM Punk et Randy Orton, mais parvient à remporter le match en éliminant les deux d'affilée en 6 secondes. À TLC, il perd contre Orton après avoir reçu un Punt Kick sur le bras et un RKO.
Le 31 janvier 2010, il participe au Royal Rumble match lors du Royal Rumble, où il entre 27e, mais est éliminé au bout de 2:50 par John Cena. Lors de l'Elimination Chamber, il perd face à John Cena (qui perdra le titre juste après face à Batista) pour le titre de la WWE dans un match qui comprenait aussi Sheamus, Ted DiBiase, Triple H et Randy Orton.
Lors de WrestleMania 26, il perd le Money in the Bank Ladder match au profit de Jack Swagger.

#### Triple Champion Intercontinental & double Champion des États-Unis (2010-2011)

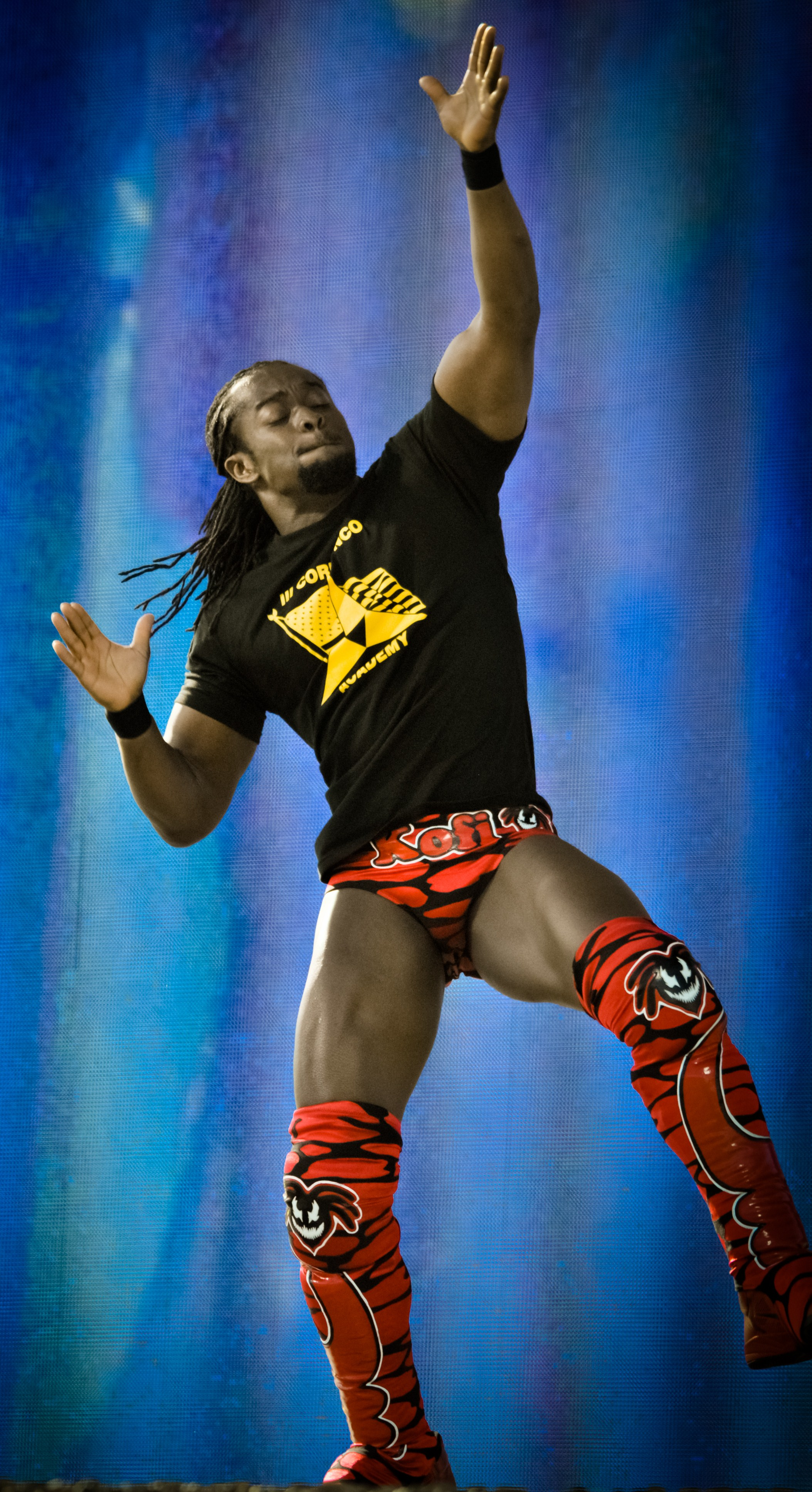
Kingston en 2010.

Lord du draft à RAW le 26 avril 2010, il est drafté à SmackDown où, pour son 1er match, il bat Chris Jericho.
Le 14 mai, il gagne le Championnat intercontinental en finale d'un tournoi en battant Christian, mais il est contraint de le rendre à l'ancien champion Drew McIntyre sur ordre de Vince McMahon. Il entre alors en rivalité avec l'Écossais, qu'il bat à Over the Limit, et remporte le titre Intercontinental. Il parvient à conserver le titre contre McIntyre le mois suivant à 4-Way Finale.
Il devient ensuite le pro de Michael McGillicutty lors de la 2e saison de NXT. Lors du Money in the Bank Ladder Match de SmackDown à Money in the Bank, il perd au profit de Kane.
Lors du SmackDown du 6 août il perd son titre Intercontinental face à Dolph Ziggler à cause de Vickie Guerrero. Il tente de récupérer le titre à SummerSlam, mais le match se termine en No-Contest à la suite de l'intervention de The Nexus. Il échoue une nouvelle fois à récupérer le titre a Night of Champions contre Ziggler.
Lors de Bragging Rights, son équipe gagne malgré son élimination. Lors des Survivor Series, il gagne avec l'équipe de Rey Mysterio face à celle d'Alberto Del Rio. À TLC, il perd un Triple Threat Ladder Match contre Dolph Ziggler pour le titre Intercontinental, match qui impliquait également Jack Swagger.
Le 7 janvier 2011 à SmackDown, il bat Dolph Ziggler et redevient champion Intercontinental. Lors de Elimination Chamber, il perd contre Alberto Del Rio dans un No-Title Match. Lors du SmackDown du 25 mars, il perd son titre contre Wade Barrett.
Lors de Wrestlemania XXVII, lui, Santino Marella, Kane et Big Show battent The Corre.
Le 24 avril 2011, lors du Draft annuel de la WWE, il est drafté à RAW.
Lors d'Extreme Rules, il bat Sheamus dans un Tables Match et remporte le WWE United States Championship, avant de le perdre contre Dolph Ziggler à Capitol Punishment.
Lors de Money in the Bank, il ne remporte pas le MITB de RAW à la suite de la victoire d'Alberto Del Rio. Lors de SummerSlam, il fait équipe avec Rey Mysterio et John Morrison et bat The Miz, Alberto Del Rio et R-Truth.

#### Air Boom et alliance avec R-Truth (2011-2012)
Il forme ensuite une équipe avec Evan Bourne nommée Air Boom.
Le 22 août à RAW, les deux hommes remportent les WWE Tag Team Championship contre David Otunga et Michael McGillicutty. À Night of Champions, ils conservent leurs titres par disqualification contre The Miz et R-Truth. Lors de Hell in a Cell et Vengeance, ils conservent leurs titres contre Dolph Ziggler et Jack Swagger,.
Lors du 1er novembre, son partenaire Evan Bourne est suspendu pendant 30 jours. Lors des Survivor Series 2011, il est dans la Team Orton qui perd face la Team Barrett. Lors de TLC, ils conservent leurs titres contre Primo et Epico, avant de les perdre contre eux lors d'un house show.
Le 19 février 2012 à Elimination Chamber, il participe à l'Elimination Chamber match de RAW pour le WWE Championship, que CM Punk conserve.
Il forme ensuite une alliance avec R-Truth. Lors de WrestleMania 28, les deux hommes sont dans l'équipe de Teddy Long qui perd face à celle de John Laurinaitis. Ils gagnent ensuite les titres par équipe contre Primo et Epico lors du RAW du 30 avril.
Ils perdent leur titre lors de Night of Champions contre Kane et Daniel Bryan. Lors du RAW du 17 septembre, ils perdent une nouvelle fois contre Kane et Daniel Bryan et ne remporte pas les WWE Tag Team Championship. Après cet échec, l'équipe se dissout.

#### Quadruble Champion Intercontinental, Triple Champion des États-Unis & blessure (2012-2013)
Lors du WWE Main Event du 17 octobre, il devient pour la 4e fois de sa carrière champion intercontinental en battant The Miz. À Hell in a Cell, il bat The Miz et conserve son titre.
Lors de TLC, il bat Wade Barrett et conserve son titre. Lors du RAW du 31 décembre, il perd contre Wade Barrett et perd son titre.
Le 27 janvier 2013 lors du Royal Rumble 2013, il participe au Royal Rumble Match qui est remporté par John Cena.
Lors du RAW du 15 avril, il bat Antonio Cesaro et devient le Champion des États-Unis. Lors de Extreme Rules, il perd son titre des États-Unis face à Dean Ambrose.
Lors de Smackdown du 31 mai, il perd face à Ryback, qui le blesse à la fin de leur match en lui infligeant trois Powerbomb à travers trois tables différentes.

#### Diverses rivalités (2013-2014)
Il fait son retour à RAW le 5 août en battant Fandango.
Lors de Night of Champions, il perd contre Curtis Axel et ne remporte pas le Intercontinental Championship.
Lors de Battleground, il perd face à Bray Wyatt.
Lors de Hell in a Cell, il perd face à Damien Sandow.
Lors de Survivor Series, il perd face à The Miz.
Le 13 décembre lors du Tribute to the Troops, il bat Dolph Ziggler. Lors de TLC, il bat The Miz.
Le 26 janvier 2014 au Royal Rumble, il participe au Royal Rumble match qui sera remporté par Batista.
Durant les mois suivants, il lutte contre divers adversaires dans différentes divisions.
Lors de Money in the Bank, il ne remporte pas la mallette au profit de Seth Rollins.
À Battleground, il participe à une bataille royale pour le titre Intercontinental vacant, mais perd au profit du Miz.

#### The New Day (2014-...)

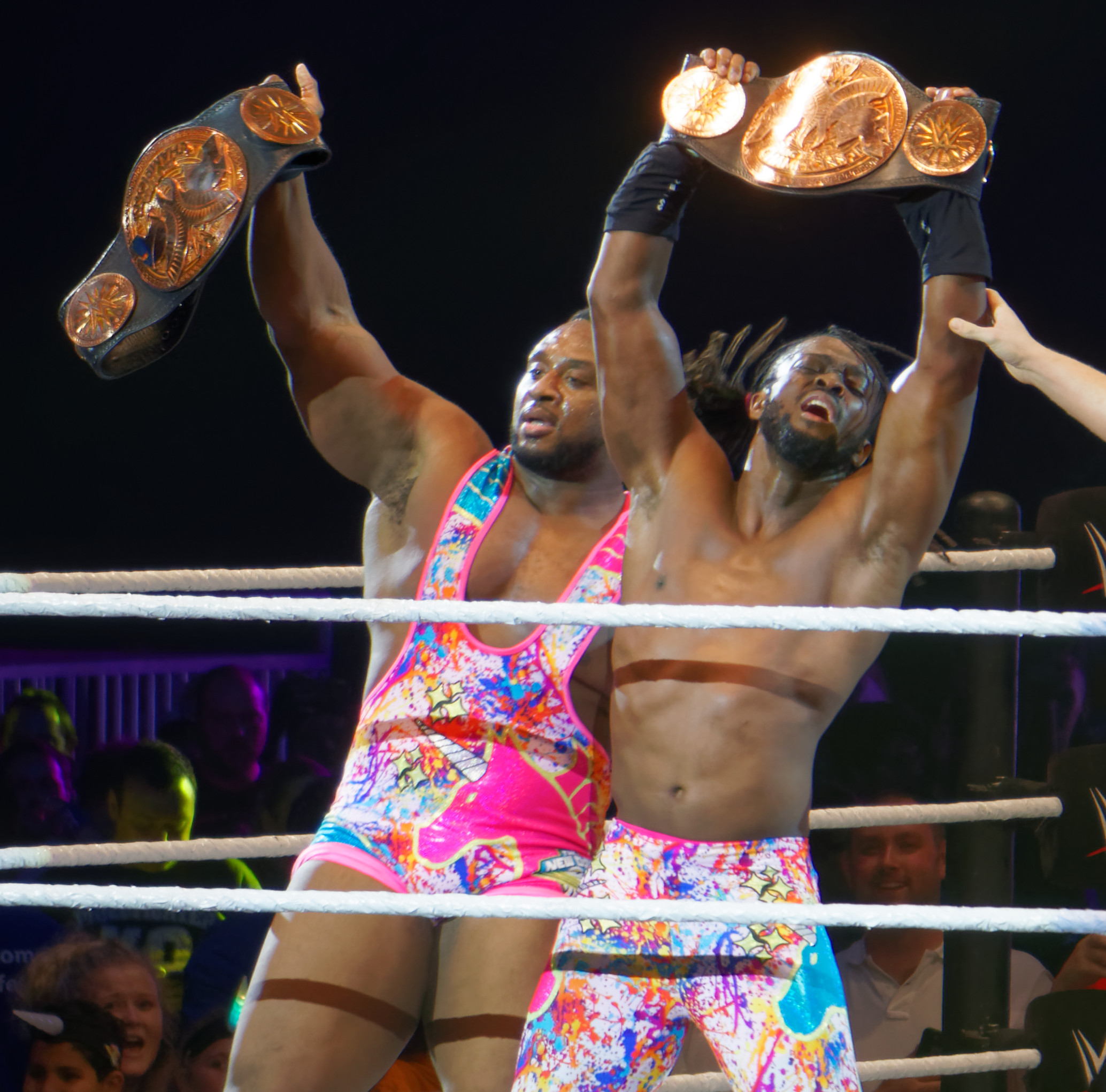
Big E (à gauche) et Kofi Kingston en tant que WWE Tag Team Champions.

Le 21 juillet 2014 à Raw, Big E et lui perdent face à Ryback et Curtis Axel. Après le combat, Xavier Woods fait son apparition et annonce vouloir se joindre aux deux hommes.
Le 22 juillet lors de Main Event Kofi et Big E (accompagné de Woods) battent Heath Slater et Titus O'Neil.
Le 14 décembre lors du pré-show à TLC, Big E et lui battent Goldust et Stardust.
Le 26 avril 2015 lors de Extreme Rules, lui et Big E battent Cesaro et Tyson Kidd et remportent les WWE Tag Team Championship et effectuent un heel turn. Ils conservent leurs titres lors de Payback ainsi qu'à Elimination Chamber.
Lors de Money in the Bank, il participe au Money in the Bank Ladder Match qui est remporté par Sheamus. Plus tard dans la soirée, Big E et Xavier Woods perdent leurs titres face à Darren Young et Titus O'Neil. Lors de Battleground, Big E et lui perdent contre The Prime Time Players et ne parviennent pas à récupérer les titres par équipe.
Lors de Summerslam, Big E & lui remportent les championnats par équipe de la WWE pour la deuxième fois consécutive dans un Fatal-4-Way Tag Team match, puis les conservent à Night of Champions.
Le 24 janvier 2016 au Royal Rumble, ils conservent leurs titres en battant les Usos, puis ils les conservent à nouveau à Roadblock, en battant The League of Nations (Sheamus et King Barrett).
Le 3 avril à WrestleMania 32, ils perdent face à Legue of Nations (Sheamus, Rusev et Alberto Del Rio) dans un 6-Man Tag Team Match. Ils conservent ensuite leurs titres à Extreme Rules et à Money in the Bank.
Le 24 juillet à Battleground, ils perdent face à la Wyatt Family dans un 6-Man Tag Team Match. Ils parviennent ensuite à conserver leurs titres à SummerSlam, à Clash of Champions et à Hell in a Cell.
Le 20 novembre aux Survivor Series, ils sont dans la Team Raw qui bat la Team SmackDown. Le 18 décembre à Roadblock: End of the Line, ils perdent face à The Bar, ne conservant pas leurs titres, mettant ainsi fin à un règne de 483 jours.
Le 29 janvier 2017 au Royal Rumble, il entre dans le Royal Rumble masculin en 14e position, mais se fait éliminer par Cesaro et Sheamus.
Le 23 juillet à Battleground, ils deviennent les nouveaux champions par équipe de SmackDown en battant les Usos, avant de les perdre lors du pré-show de SummerSlam face à ces derniers. Le 12 septembre à SmackDown Live, ils redeviennent champions par équipe de SmackDown en battant les Usos dans un Street Fight Match, avant de les perdre à nouveau face a ces mêmes adversaires à Hell in A Cell.
Le 19 novembre aux Survivor Series, ils perdent face au Shield dans un 6-Man Tag Team Match. Le 17 décembre à Clash of Champions, ils ne remportent pas les titres par équipe de SmackDown, battus par les Usos dans un Fatal 4-Way Tag Team Match, qui inclut également Rusev Day (Rusev et Aiden English), Chad Gable et Shelton Benjamin.
Le 28 janvier 2018 au Royal Rumble, il entre dans le Royal Rumble masculin en 16e position, élimine Jinder Mahal, avant d'être lui-même éliminé par Andrade "Cien" Almas. Le 11 mars à Fastlane, leur match face aux Usos, pour les titres par équipe de SmackDown, se termine en No Contest, à la suite de l'attaque des Bludgeon Brothers sur les deux équipes.

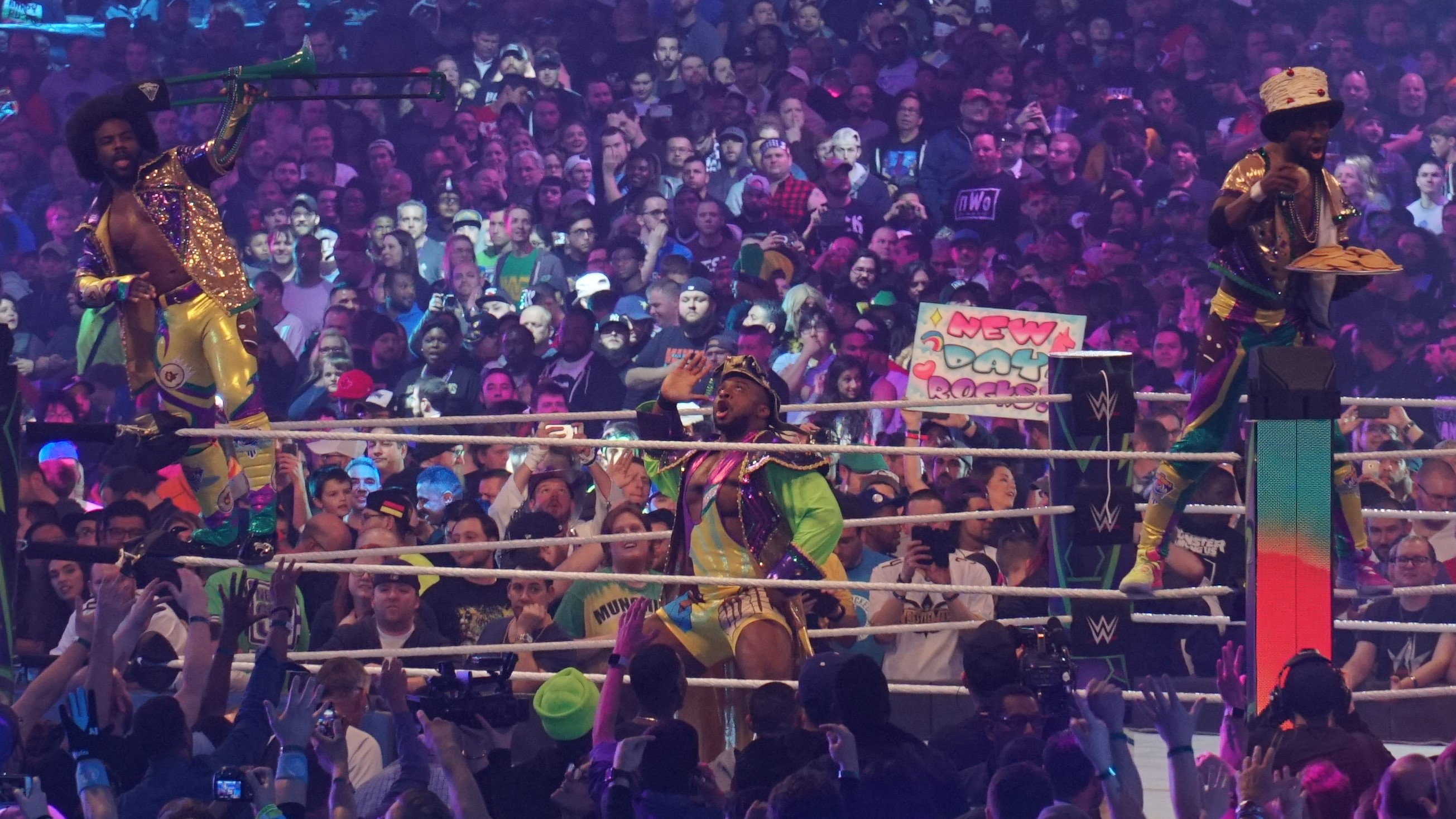
The New Day à WrestleMania 34.

Le 7 avril à WrestleMania 34, Big E et lui ne remportent pas les titres par équipe de SmackDown, battus par les Bludgeon Brothers dans un Triple Threat Match, qui inclut également les Usos. Le 27 avril au Greatest Royal Rumble, il entre dans le Royal Rumble en 9e position, mais se fait éliminer par Elias. Le 17 juin à Money in the Bank, il ne remporte pas la mallette, gagnée par Braun Strowman.
Le 15 juillet lors du pré-show à Extreme Rules, ils perdent face à SAnitY dans un Tables match. Le 19 août à SummerSlam, Xavier Woods et Big E battent les Bludgeon Brothers par disqualification, mais ne remportent pas les titres par équipe de SmackDown.
Le 21 août à SmackDown Live, ils deviennent Champions par équipe de SmackDown en battant les Bludgeon Brothers dans un No Disqualification Match. Ils les conservent ensuite à Hell in a Cell et à Super Show-Down, avant de les perdre le 16 octobre lors du 1 000e épisode de SmackDown Live face à The Bar. Le 2 novembre à Crown Jewel, Big E et lui ne remportent pas les titres par équipe de SmackDown, battus par The Bar.
Le 27 janvier 2019 au Royal Rumble, il entre dans le Royal Rumble masculin en 12e position, mais se fait éliminer par Drew McIntyre. Le 17 février à Elimination Chamber, il ne remporte pas le titre de la WWE, battu par "The New" Daniel Bryan dans un Elimination Chamber Match, qui inclut également AJ Styles, Jeff Hardy, Randy Orton et Samoa Joe. Le 10 mars à Fastlane, il perd face à The Bar dans un 2-on-1 Handicap Match.

#### Champion de la WWE et sextuple champion par équipes deSmackDown(2019-2020)
Le 7 avril à WrestleMania 35, il devient le nouveau champion de la WWE en battant "The New" Daniel Bryan, remporte le titre pour la première fois de sa carrière, devient le 13e Grand Slam Champion de la fédération, ainsi que le premier catcheur né en Afrique à devenir champion de la WWE. Le 19 mai à Money in the Bank, il conserve son titre en battant Kevin Owens, Le 7 juin à Super ShowDown, il conserve son titre en battant Dolph Ziggler avec l'aide d'une intervention extérieure de Xavier Woods. Seize soirs plus tard à Stomping Grounds, il conserve son titre en rebattant ce même adversaire dans un Steel Cage match. 
Le 14 juillet à Extreme Rules, il conserve son titre en battant Samoa Joe. Le 11 août à SummerSlam, son match face à Randy Orton se termine en double décompte, mais il conserve son titre. Après le match, il attaque ce dernier avec une chaise et lui porte son Trouble in Paradise. Le 15 septembre à Clash of Champions, il conserve son titre en battant son même adversaire.
Le 4 octobre à SmackDown, il ne conserve pas sa ceinture, battu par Brock Lesnar en 9 secondes, ce qui met fin à un règne de 180 jours. Le 8 novembre à SmackDown, Big E et lui redeviennent champions par équipes de SmackDown, pour la cinquième fois, en prenant leur revanche sur les Revival. Le 24 novembre lors du pré-show aux Survivor Series, ils perdent face aux champions par équipes de Raw, The Viking Raiders, dans un Champions vs. Champions vs. Champions Triple Threat Tag Team match qui inclut également les champions par équipes de NXT, The Undisputed Era. Le 15 décembre à TLC, ils conservent leurs titres en rebattant les Revival dans un Ladder match.
Le 26 janvier 2020 au Royal Rumble, il entre dans le Men's Royal Rumble match en 6e position, mais se fait éliminer par Brock Lesnar. Le 27 février à Super ShowDown, Big E et lui ne conservent pas leurs ceintures, battus par John Morrison et The Miz, ce qui met fin à un règne de 111 jours. Le 8 mars à Elimination Chamber, ils ne remportent pas les ceintures, rebattus par leurs mêmes adversaires dans un Men's Elimination Chamber Tag Team match qui inclut également les Usos, les Dirty Dawgs, Heavy Machinery et Lucha House Party.
Le 4 avril à WrestleMania 36, il ne remporte pas les titres par équipes du show bleu, rebattu par John Morrison dans un Triple Threat Ladder match qui inclut également Jimmy Uso. Treize soirs plus tard à SmackDown, son coéquipier permet au New Day de redevenir champions par équipes de SmackDown, pour la sixième fois, en battant le Miz et Jey Uso dans un Triple Threat match. Le 10 mai à Money in the Bank, ils conservent leurs titres en battant The Forgotten Sons (Steve Cutler et Wesley Blake), Lucha House Party, John Morrison et The Miz dans un Fatal 4-Way Tag Team match.
Le 19 juillet à Extreme Rules, ils ne conservent pas leurs ceintures, battus par Cesaro et Shinsuke Nakamura dans un Tables match, ce qui met fin à un règne de 93 jours.Cinq soirs plus tard à SmackDown, il annonce être blessé et doit s'absenter pendant 6 semaines.[réf. nécessaire]

#### Septuple champion par équipes deSmackDown, retour àRawet quadruple champion par équipes deRaw(2020-2021)
Le 9 octobre à SmackDown, Xavier Woods et lui font leurs retours et redeviennent champions par équipes de SmackDown, pour la septième fois, en prenant leur revanche sur leurs mêmes adversaires. Ensuite, lors du Draft, ils sont annoncés être officiellement transférés à Raw par Stephanie McMahon, tandis que Big E restera seul au show bleu, ce qui entraîne la séparation du trio. Trois soirs plus tard à Raw, à la suite du transfert des Street Profits au show bleu, les deux équipes échangent leurs titres respectifs, ce qui fait qu'ils redeviennent champions par équipes de Raw, pour la troisième fois. Plus tard dans la soirée, ils conservent leurs titres en battant les Dirty Dawgs. Le 22 novembre aux Survivor Series, ils perdent face aux champions par équipes de SmackDown, les Street Profits, dans un Champions vs. Champions Tag Team match. Le 20 décembre à TLC, ils ne conservent pas leurs ceintures, battus par Cedric Alexander et Shelton Benjamin, ce qui met fin à un règne de 69 jours.
Le 19 janvier 2021, il souffre d'une blessure à la mâchoire et doit s'absenter pour une durée indéterminée. Le 1er février à Raw, il fait son retour de blessure aux côtés de Xavier Woods et assiste à sa victoire sur Mustafa Ali. Le 21 février à Elimination Chamber, il ne remporte pas le titre de la WWE, battu par Drew McIntyre dans un Men's Elimination Chamber match qui inclut également AJ Styles, Jeff Hardy, Randy Orton et Sheamus. Le 15 mars à Raw, Xavier Woods et lui redeviennent champions par équipe de Raw, pour la quatrième fois, en prenant leur revanche sur leurs mêmes adversaires. Après le combat, AJ Styles et Omos les défient pour leurs titres à WrestleMania 37.
Le 10 avril à WrestleMania 37, ils ne conservent pas leurs ceintures, battus par The Phenomenal et le géant nigérian, ce qui met fin à un règne de 26 jours.
Le 18 juillet à Money in the Bank, il ne remporte pas le titre de la WWE, battu par Bobby Lashley par soumission. Le 13 septembre à Raw, Big E utilise sa mallette sur Bobby Lashley, blessé à la jambe après sa victoire sur Randy Orton, et devient le nouveau champion de la WWE en battant le second et remporte le titre pour la première fois de sa carrière. Après sa victoire, Xavier Woods et lui le félicitent, ce qui marque le retour du trio. Treize soirs plus tard à Extreme Rules, le New Day bat AJ Styles, Bobby Lashley et Omos dans un 6-Man Tag Team match.

#### Retour àSmackDown, diverses rivalités et champion par équipes deNXT(2021-2023)
Le 1er octobre à SmackDown, lors du Draft, Big E est annoncé être officiellement transféré au show rouge, alors que de leur côté, Xavier Woods et lui sont annoncés être officiellement transférés au show bleu par Sonya Deville, ce qui marque, une nouvelle fois, la séparation du trio. Le 10 novembre, il est annoncé être blessé à la jambe droite, et doit s'absenter pendant quelques semaines. Le 3 décembre à SmackDown, il effectue son retour de blessure aux côtés de King Woods, et assiste à sa victoire sur Jey Uso.
Le 1er janvier 2022 à Day 1, ils ne remportent pas les titres par équipe de SmackDown, battus par les Usos. Le 29 janvier au Royal Rumble, il entre dans le Royal Rumble match masculin en 24e position, mais se fait éliminer par Kevin Owens.
Le 10 décembre à NXT Deadline, Xavier Woods et lui deviennent les nouveaux champions par équipe de NXT en battant Pretty Deadly (Kit Wilson et Elton Prince), remportant les titres pour la première fois de leurs carrières.
Le 28 janvier 2023 au Royal Rumble, ils entrent respectivement dans le Royal Rumble match masculin en quatrième et sixième positions, mais se font éliminer par Gunther. Le 4 février à NXT Vengeance Day, ils perdent face à Gallus (Mark Coffey et Wolfgang) sans un Fatal 4-Way Tag Team match, qui inclut également Pretty Deadly, Andre Chase et Duke Hudson, ne conservant pas leurs titres et mettant fin à un règne de 66 jours.

#### Retour àRaw(2023-...)
Le 1er mai à Raw, lors du Draft, ils sont annoncés être officiellement transférés au show rouge par Shawn Michaels.
Le 7 août à Raw, il fait son retour de blessure après 5 mois d'absence aux côtés de Xavier Woods et ensemble, les deux catcheurs battent les Viking Raiders.
Le 27 janvier 2024 au Royal Rumble, il entre dans le Men's Royal Rumble match en 17e position, élimine Ludwig Kaiser avant d'être lui-même éliminé par Gunther.
Le 6 avril à WrestleMania XL, les deux catcheurs ne remportent pas les titres par équipes de Raw et SmackDown, battus par Awesome Truth (The Miz et R-Truth) et A-Town Down Under (Austin Theory et Grayson Waller) dans un 6-Pack Tag Team Ladder match qui inclut également The Judgment Day (Damian Priest et Finn Bálor), #DIY (Johnny Gargano et Tommaso Ciampa) et New Catch Republic (Pete Dunne et Tyler Bate).
Le 2 décembre à Raw, pendant la célébration de leur décennie d'existence, Big E fait son retour et, dans l'attente d'avoir le feu vert pour revenir sur le ring, propose à ses deux frères de devenir leur manager, mais ils effectuent un Heel Turn, car ils refusent son offre, l'excluent du groupe et ne forment désormais qu'un duo.

## Palmarès
- World Wrestling Entertainment
  - 1 fois Champion de la WWE
  - 4 fois Champion Intercontinental de la WWE
  - 3 fois Champion des États-Unis de la WWE
  - 7 fois Champion par équipe de Raw (actuel)
  - 7 fois Champion par équipe de SmackDown
  - 1 fois Champion du monde par équipe de la WWE - avec CM Punk
  - 1 fois Champion par équipe de la NXT - avec Xavier Woods
  - 30e champion Triple Crown de la WWE
  - 13e champion Grand Slam de la WWE
  - 3e WWE Tag Team Triple Crown Champions

## Récompenses des magazines
- Pro Wrestling Illustrated
  - Équipe de l'année (2015) - avec Big E et Xavier Woods (The New Day)

| Année | 2008 | 2009 | 2010 | 2011 | 2012 | 2013 | 2014 | 2015 | 2016 | 2017 | 2018 | 2019 | 2020 | 2021 | 2022 | 2023 | 2024 |
| ----- | ---- | ---- | ---- | ---- | ---- | ---- | ---- | ---- | ---- | ---- | ---- | ---- | ---- | ---- | ---- | ---- | ---- |
| Rang  | 76   | 35   | 26   | 29   | 31   | 20   | 59   | 52   | 42   | 69   | 82   | 4    | 9    | 70   | 85   | 294  | 282  |

| Année | 2020 |
| ----- | ---- |
| Rang  | 8    |

## Vie privée
Il épouse Kori Campfield le 11 septembre 2010. Ensemble, le couple a trois enfants, deux garçons : Khi, né en 2013, Orion Kingsley, né en 2016, et une fille, Lotus Selene, née en 2021.

## Filmographie
- 2020 : Le Catcheur masqué (The Main Event) de Jay Karas : lui-même
- 2021 (film diffusé sur Netflix) : Escape the Undertaker (en), de Ben Simms. Le film produit par Netflix Interactive suit les New Day (Kofi Kingston, Big E et Xavier Woods) alors qu’ils tentent de survivre dans un manoir hanté, hanté par The Undertaker afin de revendiquer le pouvoir de sa célèbre urne[164],[165].